# Ervin Bauer

Ervin Bauer und Margit Kaffka

Ervin Bauer (auch Erwin Bauer, russifiziert Erwin Simonowitsch Bauer, geboren 19. Oktober 1890 in Lőcse, Österreich-Ungarn; gestorben 11. Januar 1938 in Leningrad, Sowjetunion) war ein ungarischer Biologe.

## Leben
Ervin Bauer war ein Sohn des Gymnasiallehrers Simon Bauer und der Eugénia Lévy, der Schriftsteller Béla Balázs (1884–1949) und die Schriftstellerin Hilda Bauer (1887–1965) waren seine Geschwister. Er studierte Medizin in Budapest und Göttingen und wurde 1914 als Militärarzt nach Temesvár eingezogen. Er heiratete 1914 die Lyrikerin Margit Kaffka, die 1918 mit ihrem Kind an der Spanischen Grippe starb. Er war seit 1919 in 2. Ehe mit der Mathematikerin Stefánia Szilárd verheiratet, mit der er zwei gemeinsame Söhne hatte.
1918 unterstützte er die Ungarische Republik und schloss sich 1919 in der Ungarischen Räterepublik der Kommunistischen Partei KMP an. Nach der Niederschlagung der Räterepublik floh er nach Wien und arbeitete dort, in Göttingen, dann längere Zeit in Prag und 1924 in der Krebsforschung in Berlin. Im Jahr 1925 zogen beide in die Sowjetunion nach Moskau, ab 1933 lebten sie in Leningrad.
1920 veröffentlichte er ein Werk zur theoretischen Biologie, in welchem er die thermodynamischen Eigenschaften lebender Systeme als das permanente Ungleichgewicht des Lebendigen beschrieb, es erschien in Wilhelm Roux’ Vorträgen und Aufsätzen über Entwicklungsmechanik der Organismen. In der russischen Ausgabe von 1935 hatte es in der Sowjetunion zunächst großen Einfluss. Bauer erhielt in Leningrad die Leitung der Abteilung für Biologie am Allunionsinstitut für experimentelle Medizin. Er wurde mit der Abfassung des Artikels Leben in der Großen Sowjetischen Enzyklopädie beauftragt und gab ein Lehrbuch für Biologie für die sowjetischen Pädagogischen Hochschulen heraus.
Bauer und seine Frau Stefánia wurden am 4. August 1937 als Volksfeinde vom NKWD verhaftet und am 11. Januar 1938 erschossen, die Schriften Bauers wurden verboten. Die Kinder wurden vom NKWD getrennt und in Waisenhäusern untergebracht. Sein Bruder Béla Balázs sah sich gezwungen, sich in einem Schreiben an die deutsche Sektion der Komintern von ihm zu distanzieren.
Zwar wurde das Ehepaar Bauer 1954 als politisch unschuldig rehabilitiert, deren Erschießung im Jahr 1938 aber erst 1992 eingeräumt.

## Schriften (Auswahl)

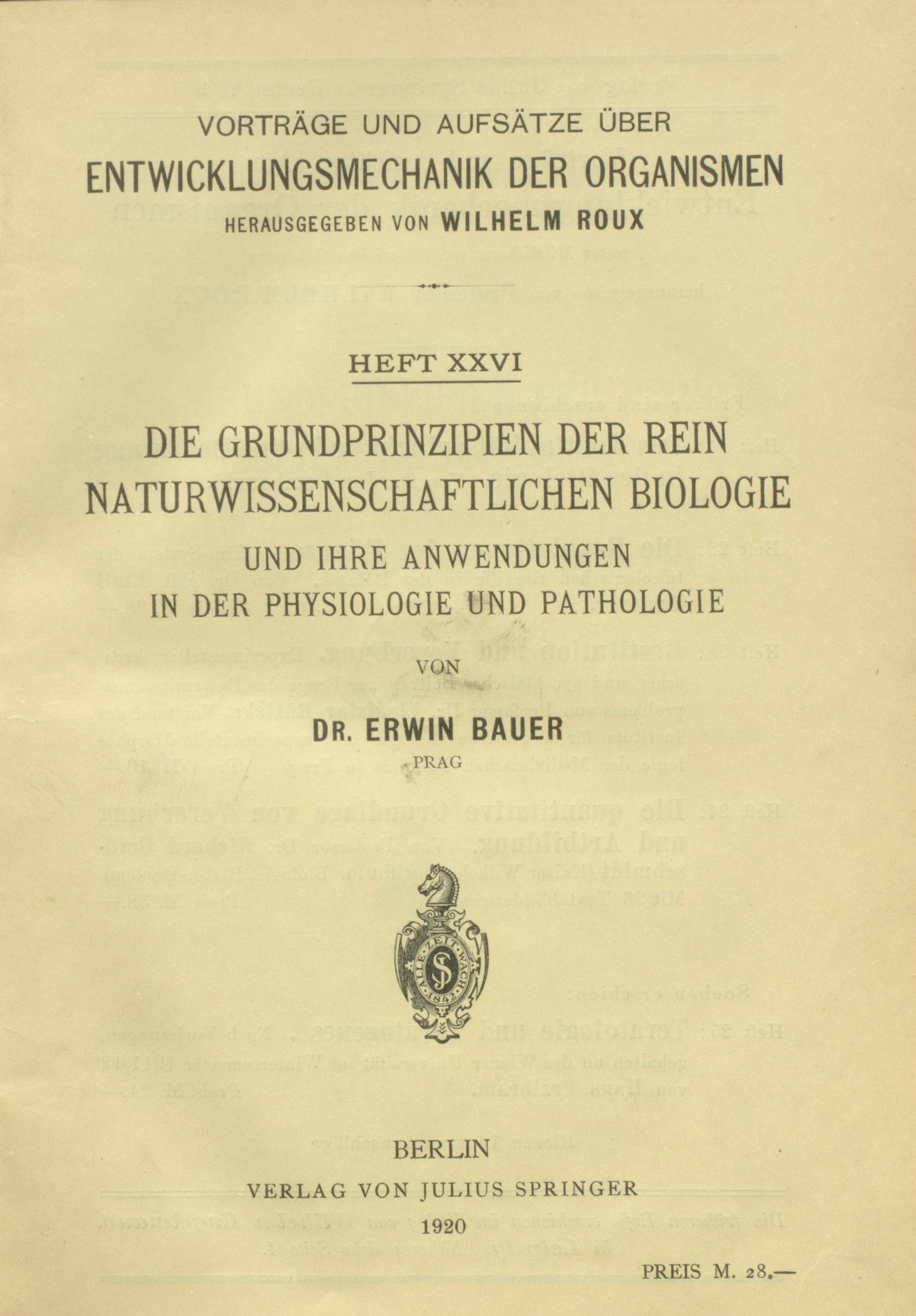
Die Grundprinzipien der rein naturwissenschaftlichen Biologie und ihre Anwendungen in der Physiologie und Pathologie (1920)

- Die Grundprinzipien der rein naturwissenschaftlichen Biologie und ihre Anwendungen in der Physiologie und Pathologie. Berlin: Julius Springer, 1920
- Бауэр Э С: Физические основы в биологии. Изд. Мособлздравотдел, 1930
- Бауэр Э С: Теоретическая биология. Изд. ВИЭМ, 1935
- Elméleti biológia (Tyeoretyicseszkaja biologija); oroszból ford. Müller Miklós, szerk., bev., jegyz. Ákos Károly; függelék: A természettudományos biológia alapelvei és ezek alkalmazása a fiziológiában és a patológiában (Die Grundprinzipien der rein naturwissenschaftlichen Biologie); Budapest : Akadémiai, Bp., 1967
- E. S. Bauer: Theoretical Biology. Reprint of the 1935 Edition with a Preface, a Biographical and Critical Essay. Budapest : Akadémiai, 1982
- Yurii Pavlovich Golikov (Hrsg.): Tyeoretyicseszkaja biologija (russisch). Sankt-Petersburg, 2002